# Sieć uogólnionej regresji
Sieć uogólnionej regresji (ang. Generalized Regression Neural Network, GRNN) – sieć neuronowa łącząca zalety sieci radialnej i sieci MLP.
W warstwie radialnej, będącej tu odpowiednikiem pierwszej warstwy ukrytej, wykorzystywane są neurony radialne, dokonujące grupowania danych wejściowych. Warstwa ta może się składać z bardzo dużej liczby neuronów, co odpowiada wykryciu w zbiorze danych wejściowych dużej liczby skupień danych.
Druga warstwa składa się tylko z dwóch neuronów sumujących (tzw. neuronu mianownikowego i neuronu licznikowego) i jest nazywana warstwą regresyjną. Neuron wyjściowy wykonuje tylko jedno działanie, w wyniku którego powstaje iloraz wyników obu neuronów sumujących. Można wykazać, że w sieci GRNN uzyskuje się najlepszą estymację wymaganej wartości wyjściowej w sieciach regresyjnych.